# Marfino
Il quartiere Marfino (leggi màrfino; in russo Район Марфино?) è un quartiere di Mosca situato nel Distretto Nord-orientale.
Include anche il quartiere (mikrorajon) di N'ju Marfino, costruito sulle aree dell'ex sovchoz Marfinskij.
Il toponimo compare in un documento dello zar Michele di Russia datato 16 settembre 1619, in cui insieme all'abitato di Vladykino viene concesso in perpetuo usufrutto a Dmitrij Michajlovič Požarskij per il coraggio e la lealtà al trono, tuttavia nel 1623 il borgo torna in possesso del Monastero dell'Epifania.